# Pobeda Airlines
Pobeda Airlines LCC, simplesmemte conhecida como Pobeda (em russo:  Победа), é uma companhia aérea de baixo custo e uma subsidiária integral da Aeroflot, a companhia aérea de bandeira e a maior companhia aérea da Rússia. Ela opera serviços regulares para destinos domésticos e internacionais, principalmente a partir de seu hub é o Aeroporto Internacional de Vnukovo.
Desde o início das operações no final de 2014, a Pobeda é considerada uma das companhias aéreas de crescimento mais rápido na Rússia e na Europa em 2019, tornando-se a terceira maior companhia aérea da Rússia em fevereiro de 2019, transportando 689.100 passageiros em janeiro 2019, uma melhoria de 43,7 por cento em relação ao mês do ano passado, e tendo um valor declarado de US $ 800 milhões.

## História
A empresa Budget Carrier, LLC foi registrada em 16 de setembro de 2014 com a Aeroflot como única acionista. É a segunda tentativa da Aeroflot de formar uma transportadora de baixo custo, depois da Dobrolet, que encerrou as operações em agosto de 2014. Pobeda recebeu um certificado de operador aéreo em 11 de novembro de 2014, e comercializou seu vôo inaugural em 1 de dezembro do mesmo ano, de Moscou-Vnukovo para Volgogrado. A transportadora ultrapassou 2 milhões de passageiros em setembro de 2015, após nove meses de operação.
A companhia aérea esperava introduzir um serviço de Moscou para Bratislava em outubro de 2015, mas a Agência Federal de Transporte Aéreo Russa recusou um pedido para operar voos internacionais, já que a companhia aérea tem que operar internamente por pelo menos dois anos primeiro. O Aeroporto de Bratislava e Pobeda, no entanto, anunciaram o lançamento do primeiro voo internacional para Bratislava, a ser iniciado em 19 de dezembro de 2015. A Pobeda também comercializa seu serviço de Moscou a Viena, Áustria, por meio de um esquema fly-and-ride, com uma viagem de ônibus de Bratislava a Viena incluída como parte do serviço.
Em dezembro de 2015, a Pobeda cancelou sua rota planejada para Salzburgo depois de apenas 34 ingressos terem sido vendidos.
Em agosto de 2018, a Pobeda anunciou que ao registo de passageiros em aeroportos estrangeiros será cobrada uma taxa de 25 euros por pessoa. Isso causou um grande clamor público e, em dezembro de 2018, o Gabinete do Promotor de Transporte Inter-regional de Moscou entrou com uma ação contra a decisão da companhia aérea.
Em outubro de 2019, o tribunal decidiu que a companhia aérea deveria cancelar a taxa de registro de passageiros em aeroportos estrangeiros. Em resposta, a Pobeda anunciou um aumento de 40% nos preços dos ingressos do exterior.
Em agosto de 2021, Andrey Kalmykov, CEO da Pobeda, apresentou um ponto de vista cético sobre o auxílio estatal às companhias aéreas russas, descrevendo quaisquer cancelamentos e proibições de rotas aéreas e destinos como riscos comerciais.

## Frota

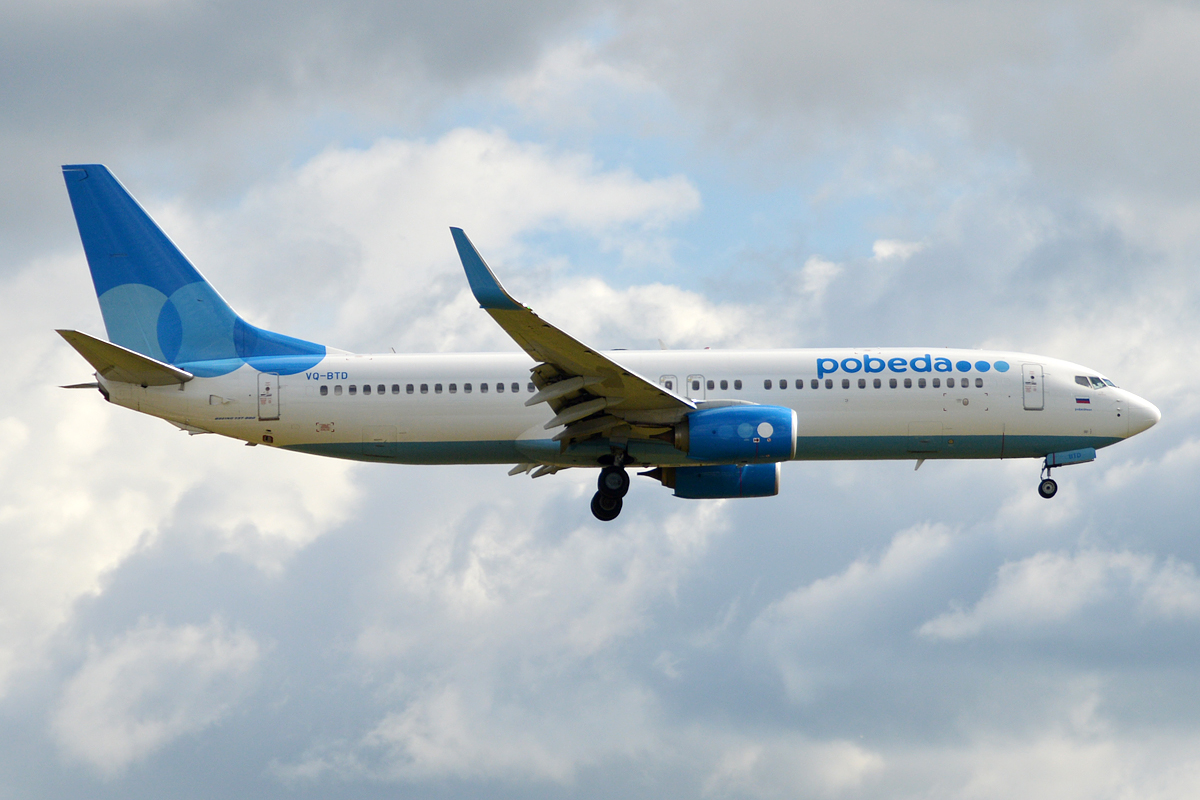
Um Boeing 737-800 da Pobeda Airlines

A frota da Pobeda Airlines consiste nas seguintes aeronaves (Novembro de 2020):
| Aeronaves      | Em Serviço | Ordens | Passageiros | Notas                              |
| -------------- | ---------- | ------ | ----------- | ---------------------------------- |
| Boeing 737-800 | 43         | 38     | 189         | A ser transferido para a Aeroflot. |
| Total          | 43         | 38     |             |                                    |